# Johannes Gast
Johannes Gast, auch Johannes Peregrinus (* um 1500 in Breisach am Rhein; † 26. Juli 1552 in Basel) war ein Schweizer evangelischer Geistlicher.

## Leben
Nach Reisen durch Deutschland und nach Budapest, dort war er vermutlich Schüler von Simon Grynaeus, und nach Breslau, wurde er Landpfarrer im Breisgau.
1524 hörte er Predigten seines Lehrers Johannes Oekolampad. 1525 wurde er Korrektor beim Drucker und Verleger Adam Petri, bei dem er in Basel auch wohnte; zur gleichen Zeit wohnte dort auch der Student Konrad Humprecht, der später Bürgermeister von Frankfurt am Main wurde.
1529 nahm er an der Basler Synode als Diakon bei St. Martin teil, war jedoch nur Pfarrgehilfe, und blieb in diesem Amt, bis er an der Pest verstarb; kurzzeitig wurde er 1545 für einige Monate von seinem Amt durch den Rat suspendiert. 1546 wurde ihm die Pfarrei von Riehen versagt, dafür erhielt er das Amt des Feldpredigers. Die Basler Universitätsmatrikel nennt ihn im Jahr 1533, dort hörte er Vorlesungen bei Paul Phrygio, allerdings sind keine akademischen Titel bekannt.
Mit mehreren Basler Druckern, unter anderem mit Johannes Oporin und Bartholomaeus Westheimer (1499–1567), war er eng befreundet und er stand mit Heinrich Bullinger in Korrespondenz, so berichtete er diesem von Nachrichten aus Newe Zeytung und solche, die er von Studenten aus Wittenberg oder aus Briefen erfahren hatte. Weiterhin war er mit dem Basler Arzt Johannes Huber (1507–1571) befreundet.
Johannes Gast war verheiratet mit Apollonia, Tochter von Anton Glaser; gemeinsam hatten sie elf Kinder, von diesen sind namentlich bekannt:
- Abigail Gast (1531–1564), verheiratet mit Apollinaris Stehelin, seit 1588 Ratsherr in Basel.
- Theodosia Gast (getauft 1538);
- Apollonia Gast (getauft 1549);
- Placidia Gast;
- Hans Rudolf Gast;
- Ursula Gast, verheiratet mit dem Maler Esajas Salb;

Sein Schwager war der evangelische Theologe Johann Georg Grienblatt und sein Neffe Philipp Bechius (1521–1560), Mediziner und Professor der griechischen Sprache in Basel.

### Schriftstellerisches und publizistisches  Wirken
Johannes Gast bearbeitete, übersetzte und edierte viele Nachschriften von Predigten und Vorlesungen Johannes Oekolampads, so übersetzte er acht Vorlesungen und Predigten ins Lateinische und brachte sie zwischen 1533 und 1544 zum Druck.
Er verband Texte der Antike von Sueton und Plutarch, des Mittelalters von Jordanes und Paulus Diakonus sowie des italienischen Humanismus von Francesco Petrarca und Paolo Giovio mit zeitgenössischen Erzählungen von Heinrich Bebel oder Erasmus von Rotterdam sowie Auszügen aus Newe Zeytungen unter der Perspektive des Ich-Erzählers. Nachrichten seines Tagebuchs, namentlich Kriminalfälle, schmückte er gerne erzählerisch aus. Bekannt  wurden unter anderem zwei Anekdoten über den historischen Doktor Faustus in Basel, den er offensichtlich im ehemaligen Augustinerkloster Basel persönlich kennenlernte, und die erstmalige Schilderung des grausamen Tods Fausts durch die Hand des Teufels; die 1548 im Druck erschienenen Schriften gehören zu den ältesten Zeugnissen für das Auftreten des historischen Faust.
Er publizierte auch Werke und gesammelte Auszüge frühchristlicher Schriftsteller, unter anderem von Marcus Tullius Cicero und Titus Livius, aber auch Arbeiten von Zeitgenossen wie Johann Spangenberg oder Philipp Melanchthon.
In der Zeit zwischen 1541 und 1551 erschien seine dreibändige populäre Anekdotensammlung Convivales sermones und 1543 ein Neues Testament sowie im darauffolgenden Jahr eine Sammlung von Schriften, De anabaptismi exordio, erroribus, historiis abominandis, confutationibus adiectis, libri duo,  gegen die Täuferbewegung.
Er betätigte sich auch als Chronist und hinterliess ein unvollständig erhaltenes Tagebuch von hohem historischem Quellenwert, in dem er zur politischen und Kirchen- sowie Wirtschaftsgeschichte Basels und der Nachbargebiete berichtete, unter anderem auch über Verbrechen, so über den Mord an den Metzger Hans Werner Lützelmann 1545.

## Schriften (Auswahl)
- Johann Gast; Johannes Brenz; Balthasar Lasius: Parabolarum, sive, Similitudinum ac dissimilitudinum liber : ex diuersis sanctissimorum ecclesiae doctorum lucubrationibus accurata diligentia excerptus, atque adeò in theologiae sacrae studiosorum usum & gratiam, ita commodè digestus, ut obseruato per totum alphabetico ordine, lectori, quacunque de re sermo instituatur, singula reperire facillimum expeditissimumque sit. Basel 1540.
- Convivalium sermonum liber: meris iocis, ac salibus non impudicis, neque lascivis, sed utilibus et serius refertus; Libellum de variis moribus Urbium, Virorum & Mulierum adiectimus. Basel 1541.
- Opus historiarum. Basel 1541.
- Johannes Susenbrotus, Johann Gast: Scholae christianae epigrammatum libri duo: ex variis christianorum poetis excerpti ac repurgati. Basel 1541.
- Aurelius Augustinus; Johann Gast; Johannes Herwagen: Avrelii Avgvstini Hipponensis Episcopi, Tam in Vetvs qvam in Nouum Testamentum, Commentarij, ex omnibus eiusdem Lucubrationibus passim, in ordinē utriusque capitum, collecti. Basel 1542.
- Epigrammatum libri II. ex christianis poetis collecti. Basel 1543.
- In orationem dominicam saluberrimae ac sanctissimae meditationes, ex libris Catholicorum Patrum selectae hoc peruculosissimo tempore cum primis utiles ac necessariae. Basel 1543.
- Johannes Oekolampadius; Johannes Gast: In Psalmos LXXIII LXXIIII, Etc. Conciones Ioannis Oecolampadii pijssimæ; per Ioannem Gastium Brisacensem exceptæ, nuncq́ue primum latinitate donatæ, & in lucem diuulgatæ. Sequens pagella, quæ in libello isto continentur, indicabit. Basel 1544.
- Elucidarius poeticus non ille prior, sed totus plane alter. Basel 1544.
- Johannes Gast; Nicolaus Brylinger; Willibald Pirckheimer; Hermann Torrentinus: De virginitatis custodia, stupri vindicta, uxorum in viros pietate et perfidia, de scortationis scelere, et eius poena, de moribus ac virtutibus variarum gentium, libri quatuora. Basel 1544.
- Benedetto Accolti; Johannes Gast; Robert Winter: De bello contra barbaros a Christianis gesto, pro Christi sepulchro & Iudaea recuperandis, Benedicti de Acoltis Aretini Libri IIII. Basel 1544.
- De anabaptismi exordio, erroribus, historijs abominandis, confutationibus adiectis, libri duo. Basel 1544.
- Johann Spangenberg; Johannes Gast; Bartholomäus Westheimer (Offizin, Basel): Margarita theologica, praecipuos locos doctrinae Christianae, per quaestiones, breviter et ordine explicatos: continens. omnibus Pastoribus, verbi praeconibus, ac Ecclesiae ministris summe utilis et necessaria. Basel 1544.
- Opera poetarum christianorum quorumdam utilissima. Basel 1545.
- Johannes Oekolampad; Johannes Gast: Inn die Clag Hieremie des heiligen propheten ein schöne ußlegung. Basel 1545.
- Johannes Oecolampadius; Johann Gast; Matthias Apiarius (Offizin, Bern): In epistolam d. Pauli ad Colossenses conciones aliquot, piae ac doctae ad tempora nostra valde accomodae, nunc primum in lucem aeditae. Bern: Per Mathiam Apiarium, 1546.
- Convivales Sermones: partim ex probatissimis historiographis, partim exemplis innumeris, quae nostro seculo acciderunt, congestus Nunc primum in lucem editus. Basel 1548.
- Tomvs primvs secvndvs convivalivm sermonvm vtilibvs ac ivcvndis historijs & sententijs, omni feré de re, quæ in sermonem apud amicos dulci in conuiuiolo, incidere potest, refertus, ex optimis & probatissimis autoribus magno labore & collectus, & iam quarto recognitus & auctus. Basel 1549.
- Concordantiae maiores Sacrae Bibliae svmmis vigiliis iam recens vltra omnes aeditiones à quodam theologiae studioso Johannes Gast castigatæ et locupletatæ. Basel 1549.